# Conradina verticillata
Conradina verticillata är en kransblommig växtart som beskrevs av Jennison. Conradina verticillata ingår i släktet Conradina och familjen kransblommiga växter. Inga underarter finns listade i Catalogue of Life.

## Bildgalleri

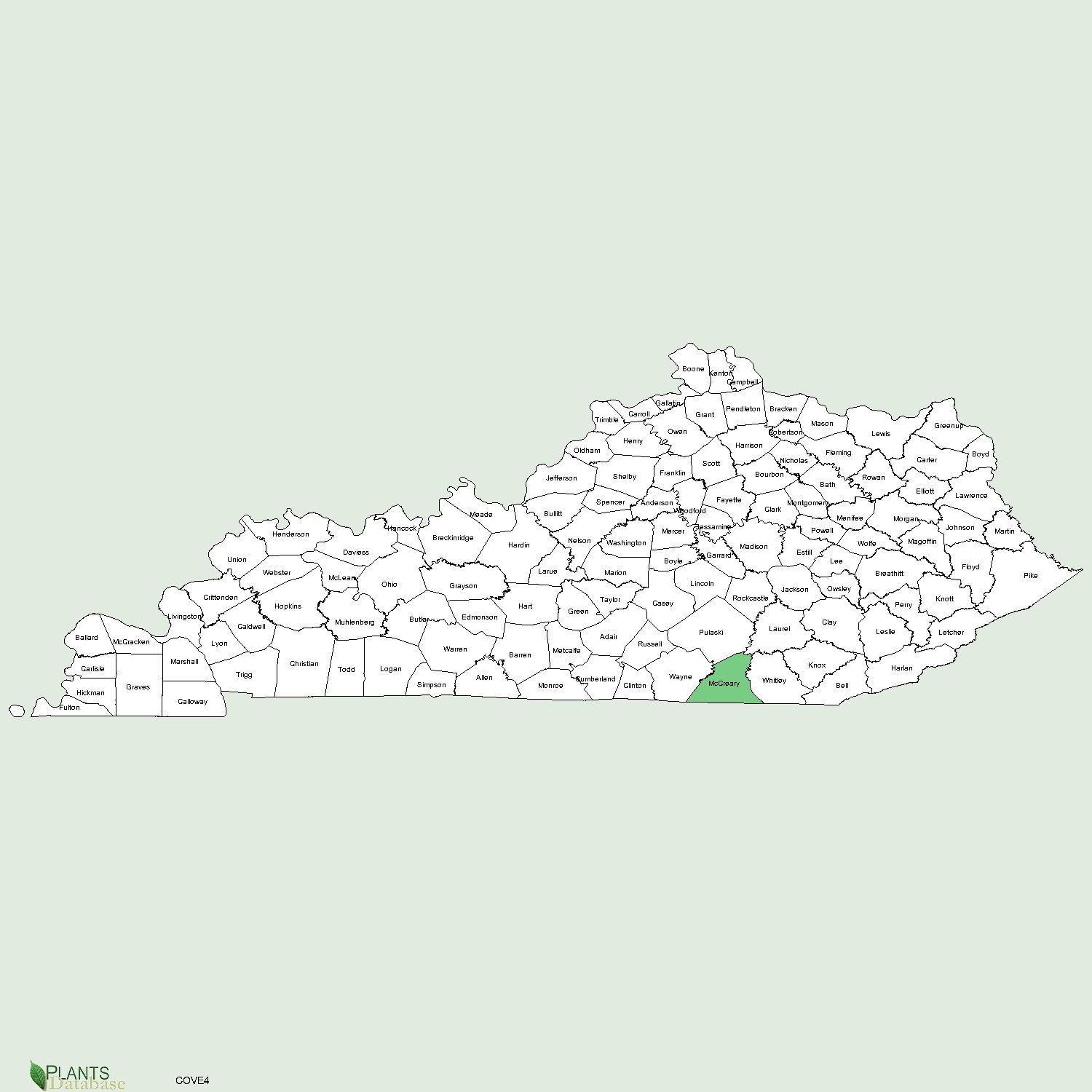
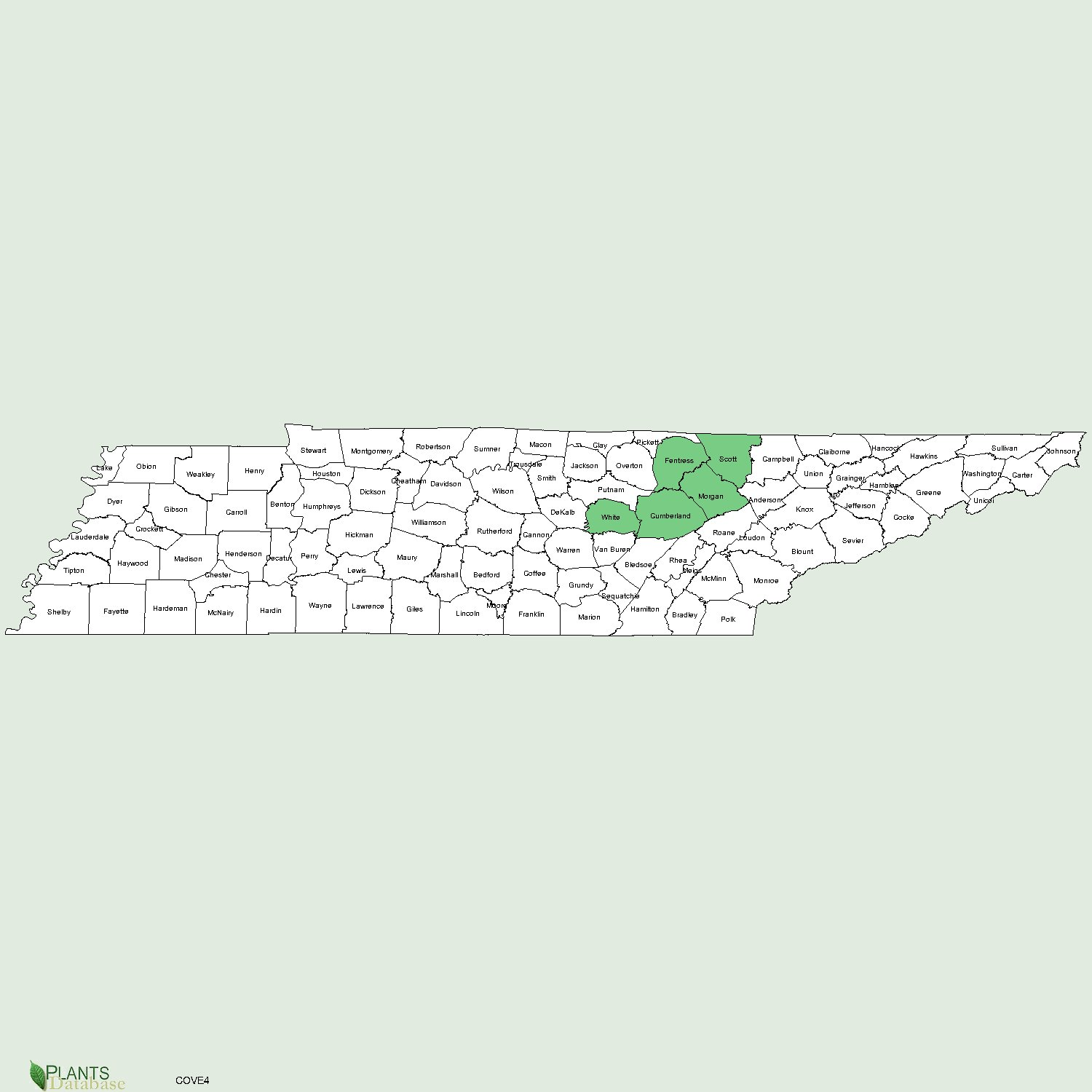
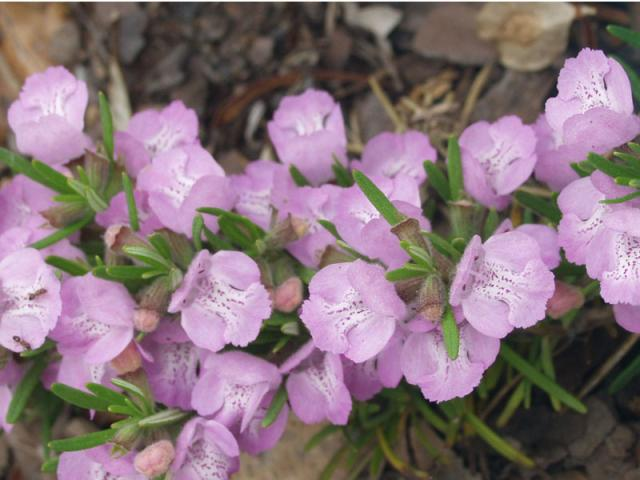